# Arquitectura normanda

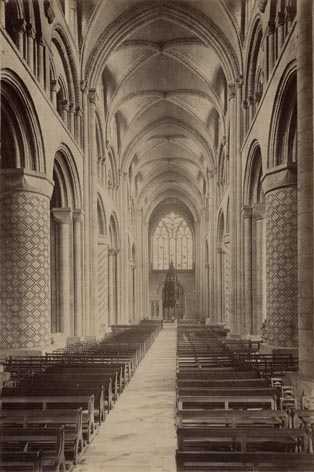
La nave de la catedral de Durham ilustra el modelo arqueado redondo característico, así como el uso de bóvedas poco profundas sobre la nave prefigura el modelo arquitectónico gótico.

La expresión arquitectura normanda se utiliza para referirse al estilo románico creado por los normandos en los diversos territorios en los que ejercieron su dominio o su influencia entre los siglos XI y XII. Crearon simultáneamente un gran conjunto de castillos y fortificaciones, incluyendo las torres normandas, pero también monasterios, abadías, iglesias o catedrales, en un modelo caracterizado por los arcos redondos (especialmente sobre puertas y ventanas) y por sus proporciones masivas.
Estos estilos arquitectónicos románicos nacidos en Normandía se extendieron por el norte de Europa occidental, especialmente en Inglaterra, país que contribuyó considerablemente al desarrollo de este estilo y donde se conservan el mayor número de ejemplares arquitectónicos del mismo. Hacia la misma época, una dinastía normanda reinaba en Sicilia, donde su presencia generó una variación particular, igualmente llamada arquitectura normanda o, alternativamente, arquitectura románica siciliana, y que incorpora influencias procedentes de la arquitectura bizantina o de la primera arquitectura musulmana.

## Origen del término, evolución hacia el gótico

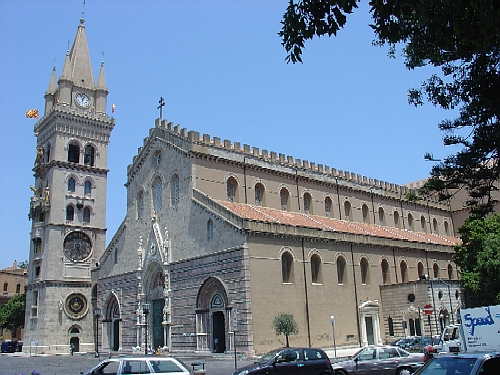
Catedral de Mesina.

El término fue probablemente creado por diversos arqueólogos durante el siglo XVIII, pero su empleo en el marco de un encadenamiento de estilos arquitectónicos se atribuye a Thomas Rickman en su obra de 1817 An Attempt to Discriminate the Styles of English Architecture from the Conquest to the Reformation (Intento de distinguir los modelos de arquitectura inglesa desde la Conquista hasta la Reforma), en la que empleaba las categorías «gótico normando, gótico primario, gótico curvilíneo y gótico perpendicular». Charles de Gerville había utilizado en una carta dirigida a su amigo Arcisse de Caumont en 1818 el término más inclusivo de «románico» para calificar las lenguas romances (lenguas románicas), y este último recuperó el término «románico» para aplicarlo a la arquitectura de los siglos XI y XII en su Essai sur l'architecture du moyen âge, particulièrement en Normandie (Ensayo sobre la arquitectura medieval, particularmente en Normandía), fechado en 1824.
Cuando los canteros han desarrollado sus estilos y han experimentado con los modos de resolver las dificultades planteadas por los techos con bóveda de arista, han ido introduciendo algunas modificaciones, como por ejemplo la bóveda de cañón en arco apuntado, modificaciones que posteriormente aparecerán profusamente en la arquitectura gótica.
Puesto que los historiadores y los especialistas en arquitectura consideran que un estilo debe ser evaluado en forma integral mejor que como una mera agregación de características, algunos ponen estos avances en la cuenta de los modelos normando o románico, otros los describen como «gótico normando transitorio». Algunas páginas web, utilizan el término «gótico normando», pero es poco claro si se refieren a los tipos transitorios o al modelo normando en su conjunto.

## Arquitectura religiosa románica
Las iglesias normandas generalmente tienen una nave, dos laterales, un transepto y un ábside. El ábside, las naves laterales y, a veces el coro son las únicas partes de la iglesia abovedadas. La nave está a menudo cubierta por una simple carpintería hasta el período gótico: la ausencia de bóvedas permite abrir, en las paredes laterales y por encima de los arcos principales, grandes ventanales ante los que a menudo se dispone un pasaje de circulación insertado en la pared gruesa si no hay tribuna. El ábside está desprovisto de deambulatorio y absidiolos; por lo general está precedido por un coro profundo a menudo flanqueado por laterales que se detienen en el nacimiento del ábside. Un cimborrio perforado con muchas aberturas se estableció por encima del crucero del transepto, que ilumina directamente el coro. Todo el edificio es amplio, elegante, luminoso.

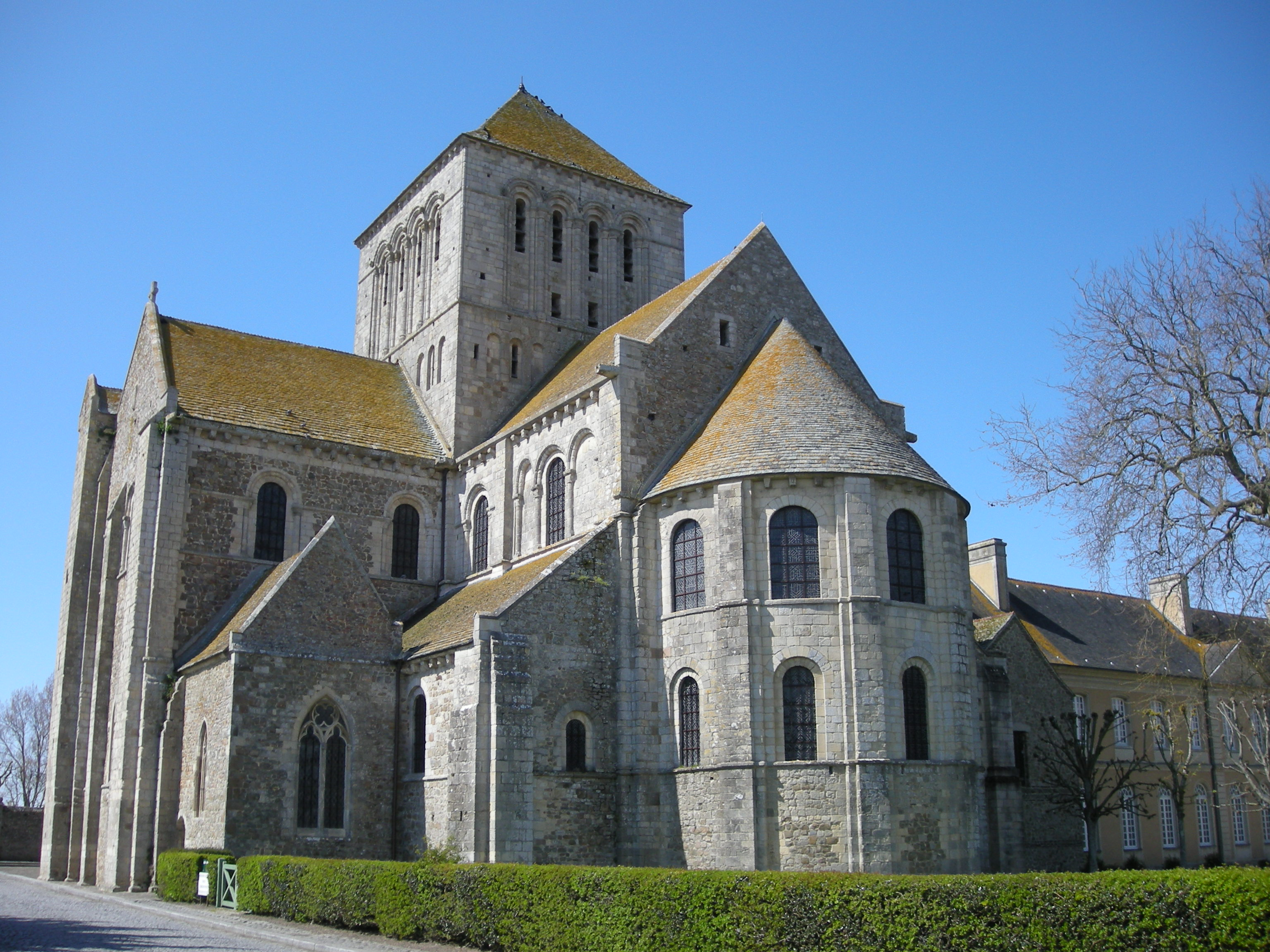
Transepto, coro con ábside, cimborrio en el crucero, de la abacial de Lessay, Normandia.
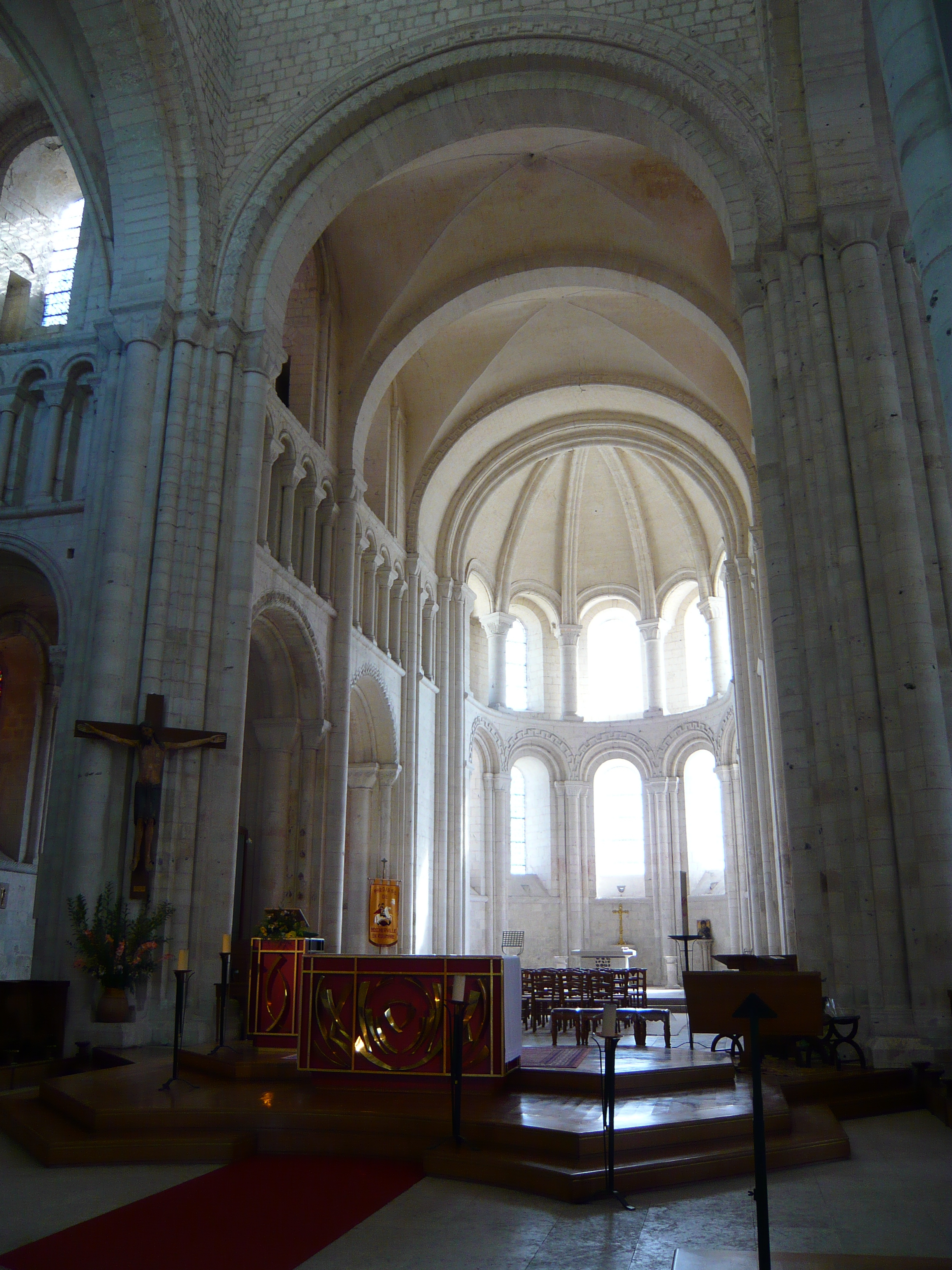
Coro con áside de la abadía de Boscherville (con bóveda de arista románica sobre arcos doblados)
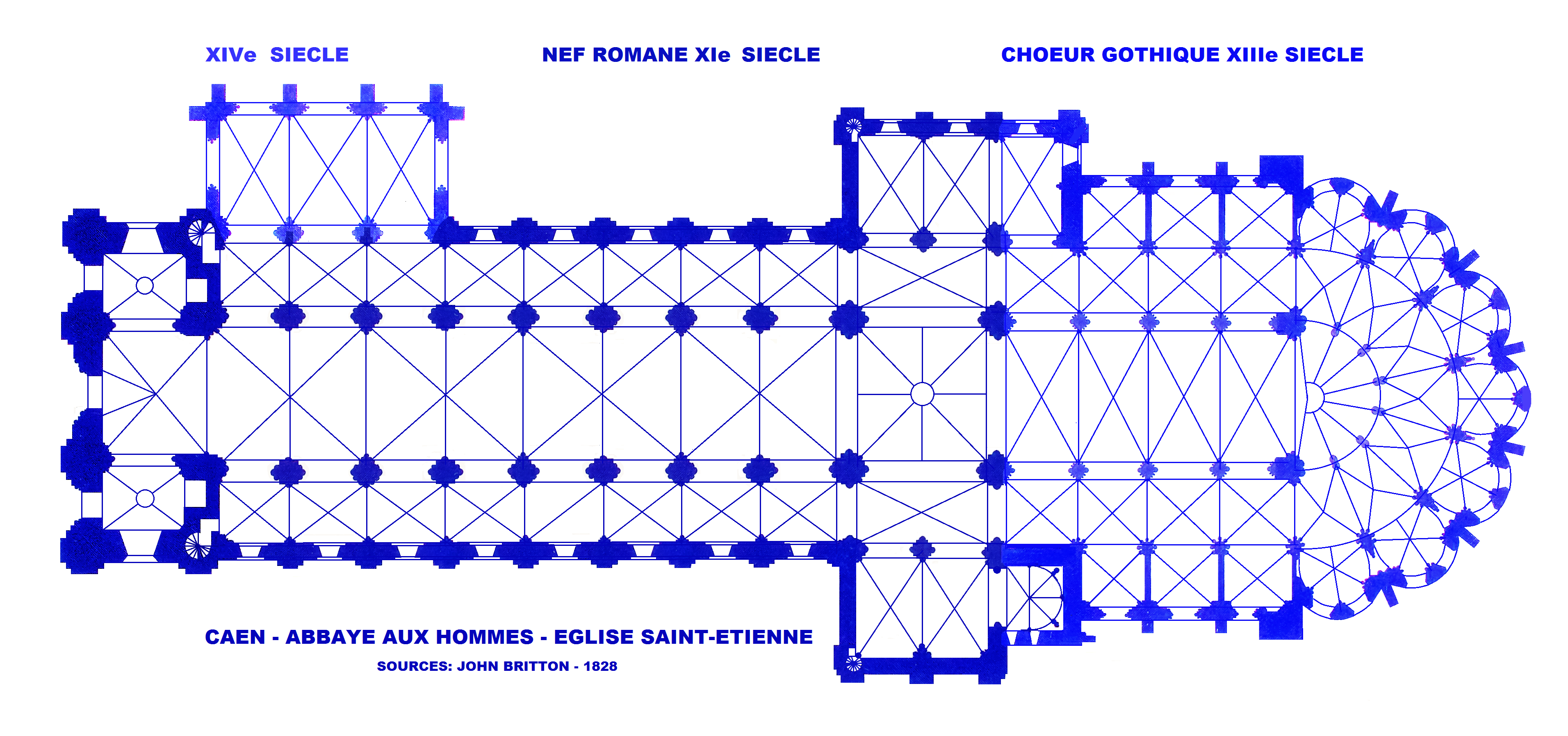
Planta de la iglesia abacíal de Saint-Etienne de Caen, Normandia.
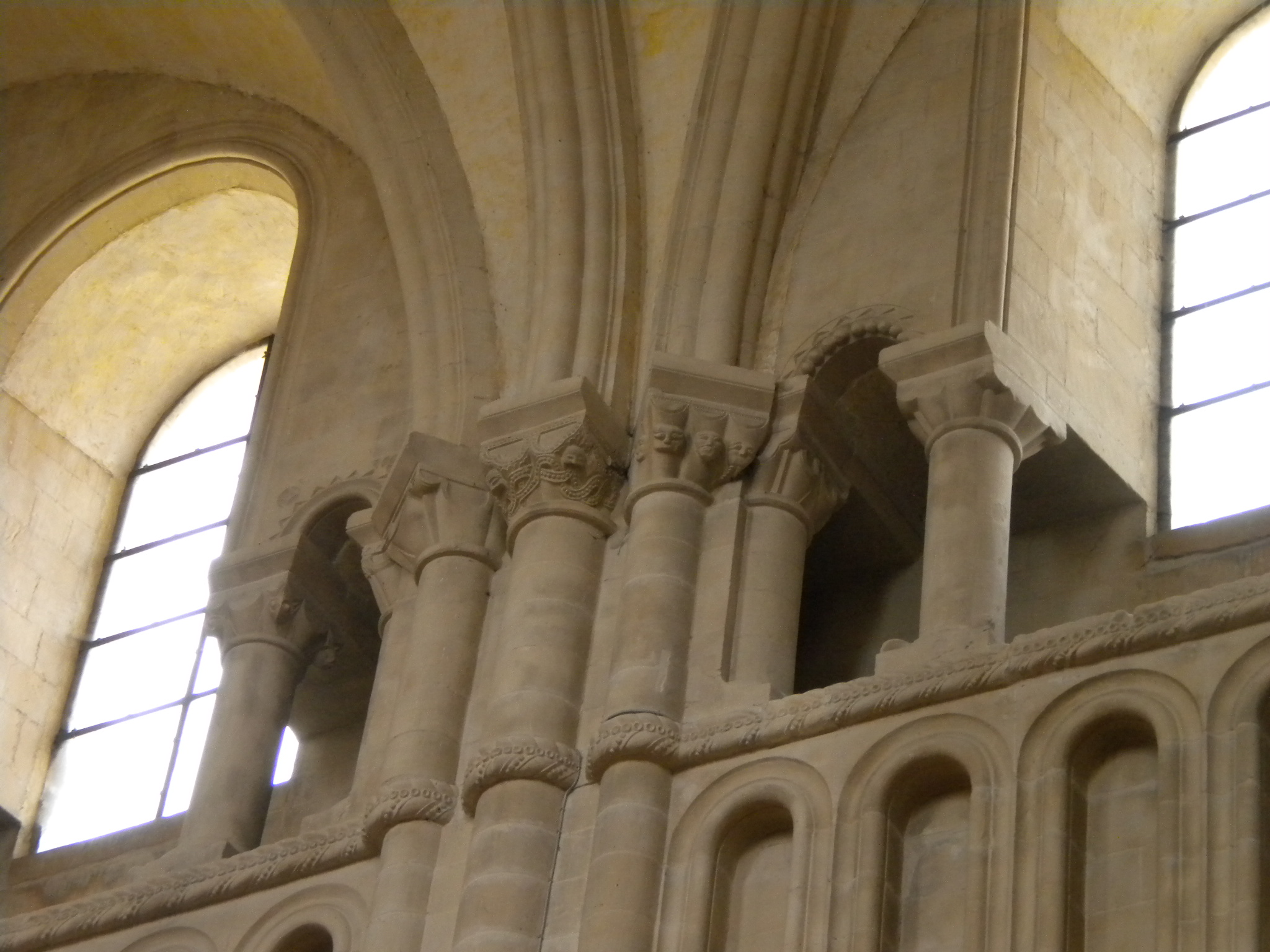
Una galería de circulación inserta en el espesor de las paredes del segundo nivel de la  abadía de las Damas  de Caen
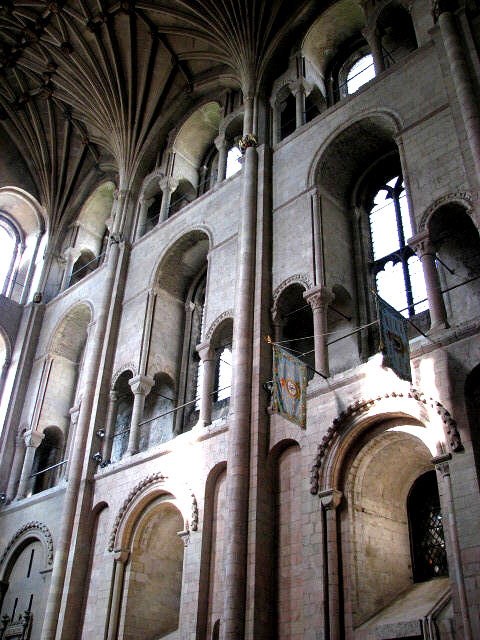
Galerías de circulación en los niveles segundo y tercero del transepto de la catedral de Norwich, Inglaterra (fin del siglo XI)

Inicialmente, la decoración era bastante depurada y puramente arquitectónica, la ornamentación consistía en arcos ciegos para cubrir los muros, y los capiteles esculpidos. A continuación, molduras encuadran las arcadas, arquivoltas o grandes arcos e implica patrones geométricos: dameros, chevrones, grecas, estrellas, cayados rotos, dientes de sierra y en especial zigzags La mayoría de estos adornos son antiguos y provienen de las épocas merovingia y carolingia, y se encuentran en la arquitectura románica de toda la Europa occidental, que es su heredera, pero en el arte normando se distingue con bastante más facilidad por el uso abundante y significativo de estas decoraciones, dándole un estilo bien reconocible.
Los arcos románicos semicirculares entrelazados, muy comunes en las decoraciones de los conjuntos de arcos ciegos de la arquitectura normanda (aunque este patrón es también del arte merovingio), hacen aparecer los arcos en ojiva bastante agudos. Esto podría ser el origen de los primeros arcos en ojiva, que prefiguran la arquitectura gótica. Más tarde, la arquitectura gótica normanda, abandonando el arco de medio punto, mantendrá este tipo de ojiva apuntada como uno de su principal característica.

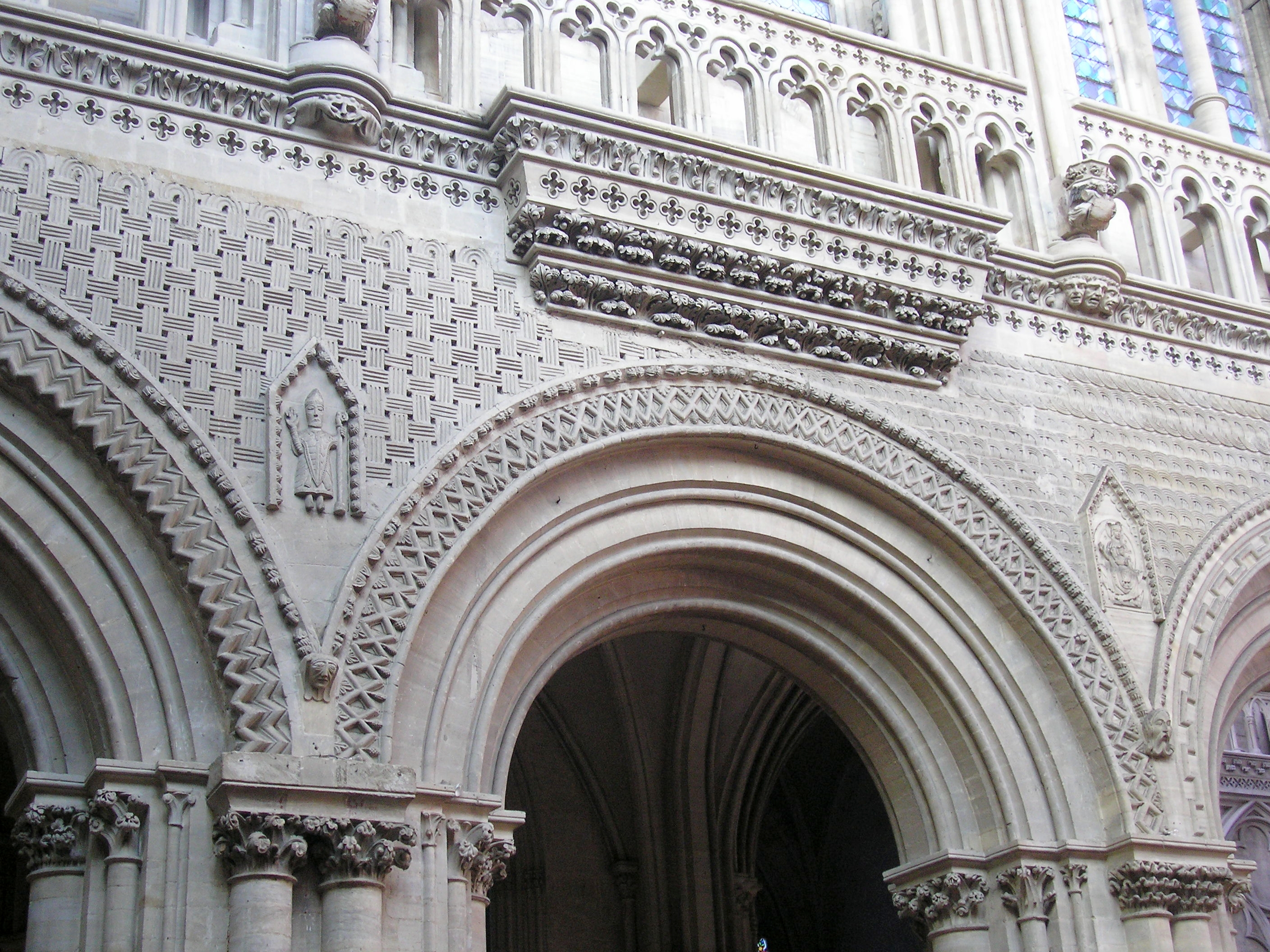
Vista de la decoración de arcos románicos de la nave de la catedral de Bayeux, Normandía.
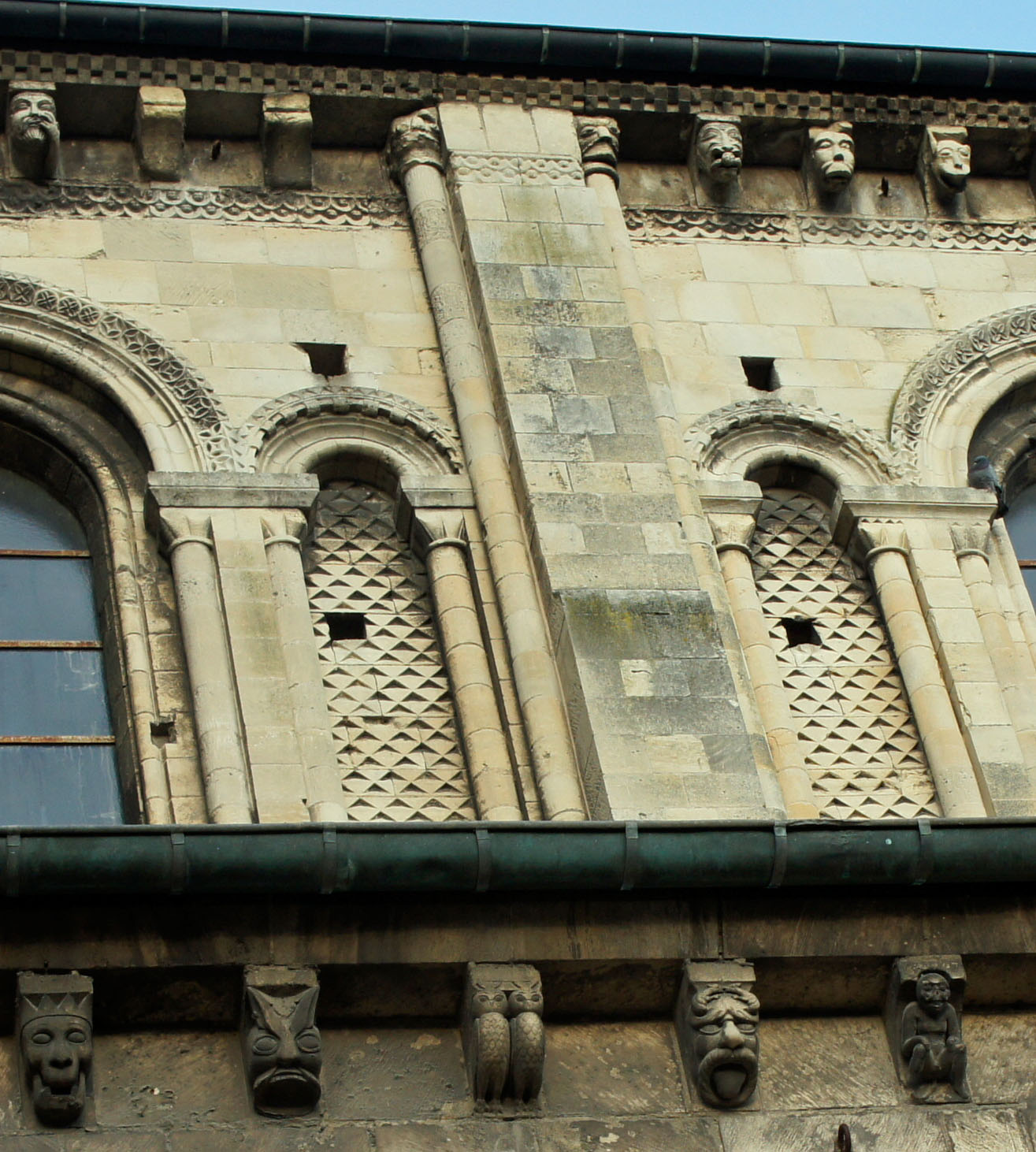
Cornisas, ménsulas esculpidas, arcadas ciegas en el exterior de la abadía de las Damas de Caen
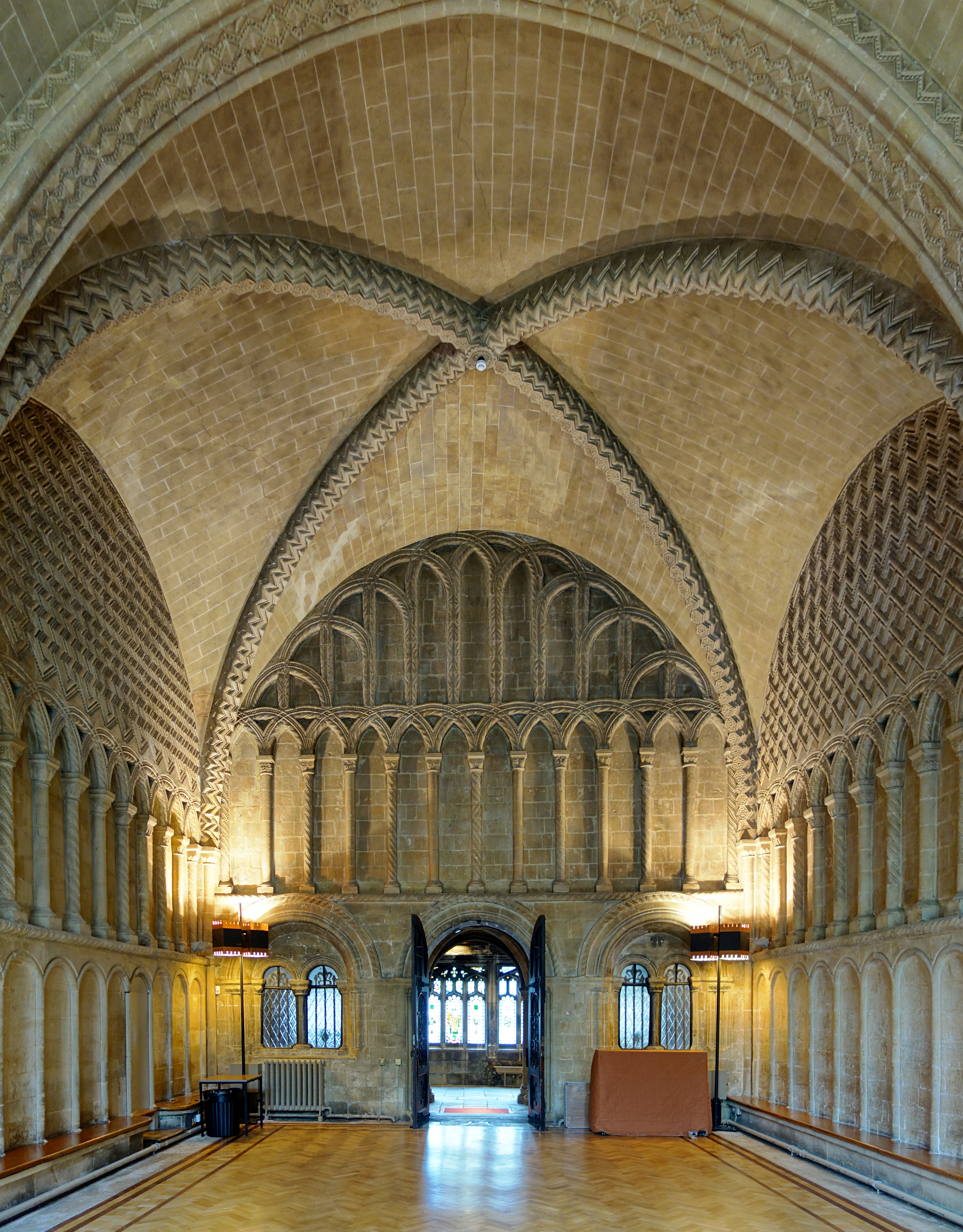
Decoración a base de arcadas ciegas. Sala capitular de la catedral de Bristol, Inglaterra.
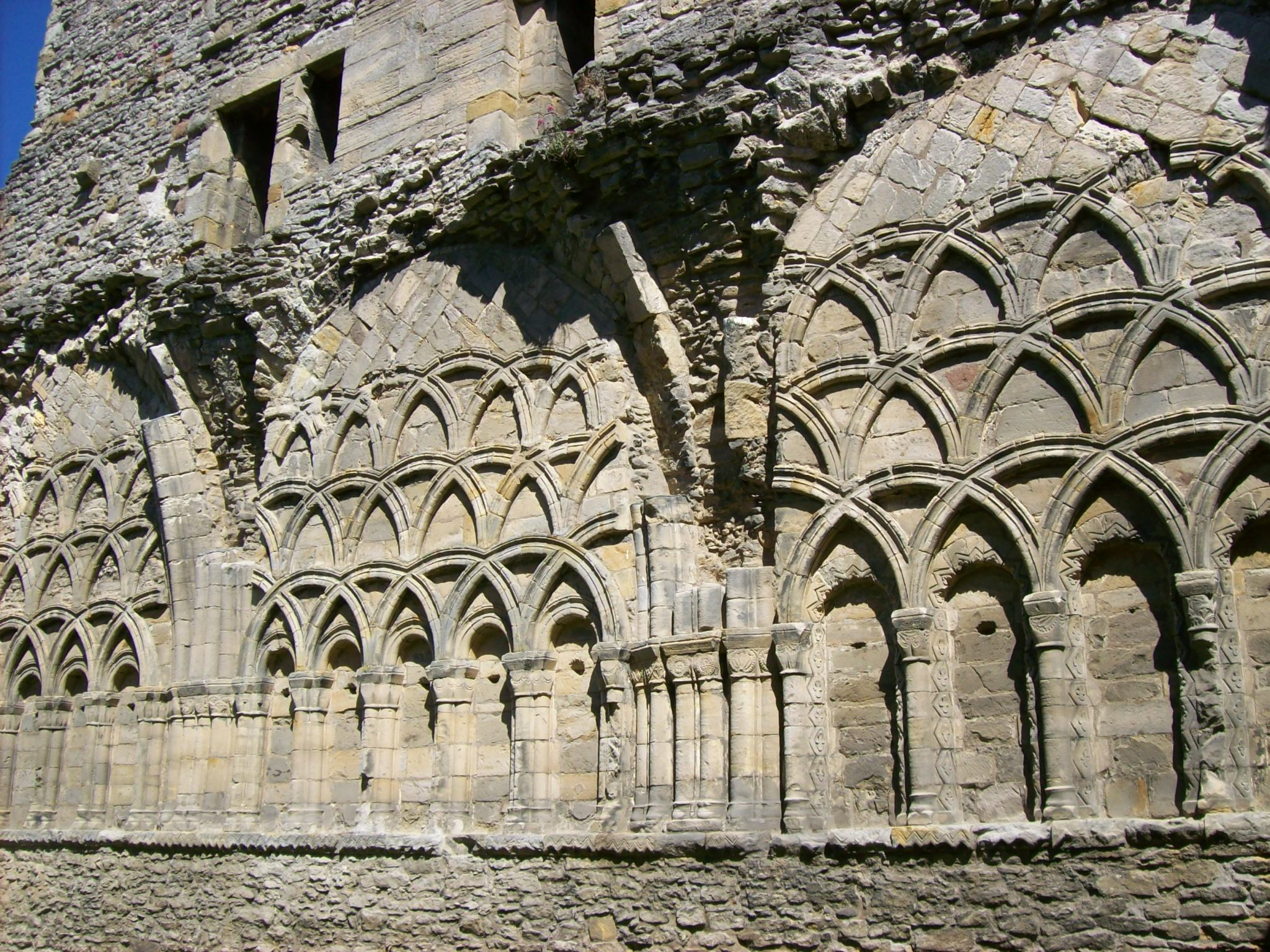
Arcos  entrelazados y superpuestos. Monasterio del priorato de Wenlock. Much Wenlock, Shropshire.
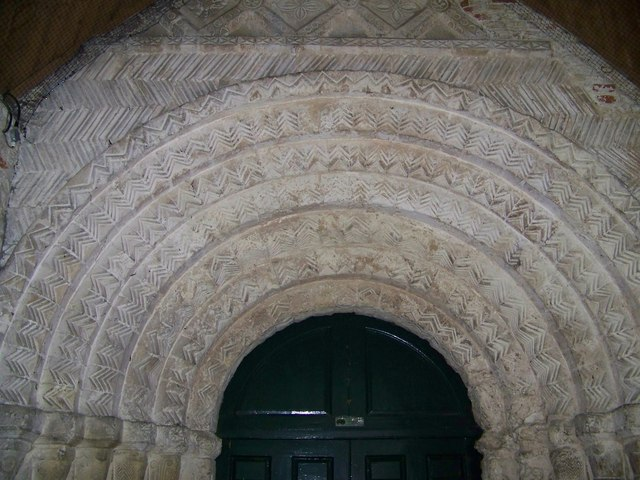
Arquivolta de un portal constituido por arcos desmultiplicados y grabados de zigzags. East Riding, Yorkshire.
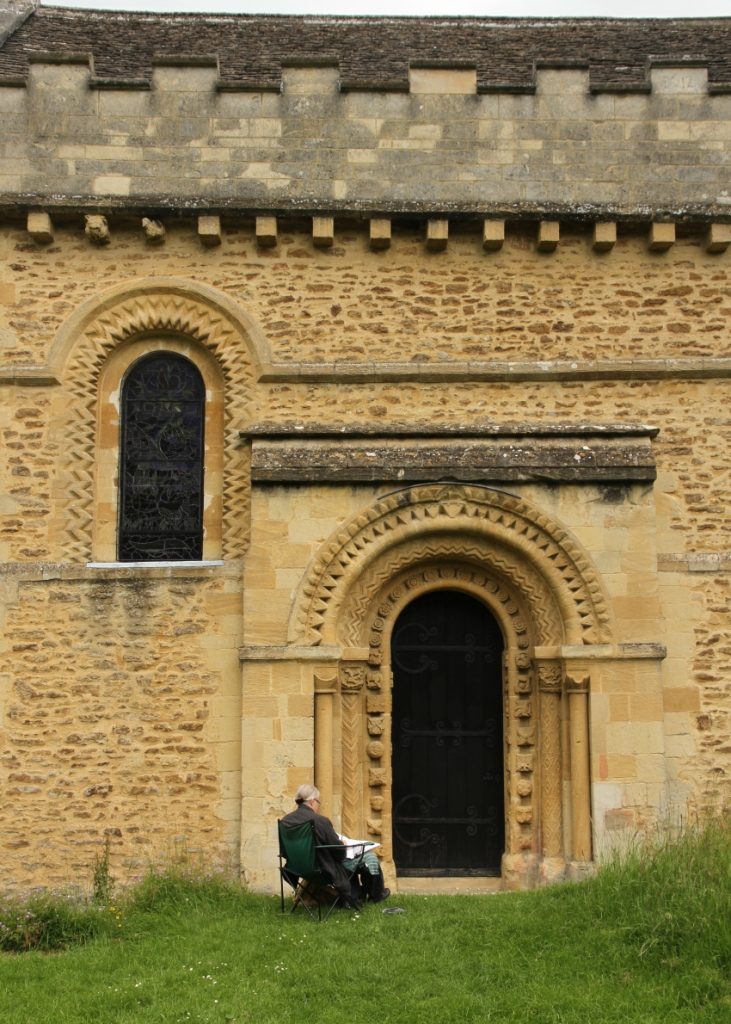
Un portal secundario y una ventana de la iglesia del pueblo de Iffley, Oxfordshire.
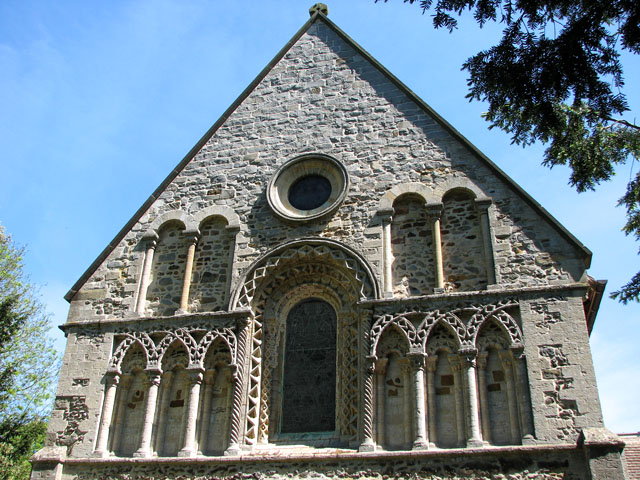
Una fachada de iglesia parroquial típica normanda. Pueblo de Castel Rising, Norfolk.
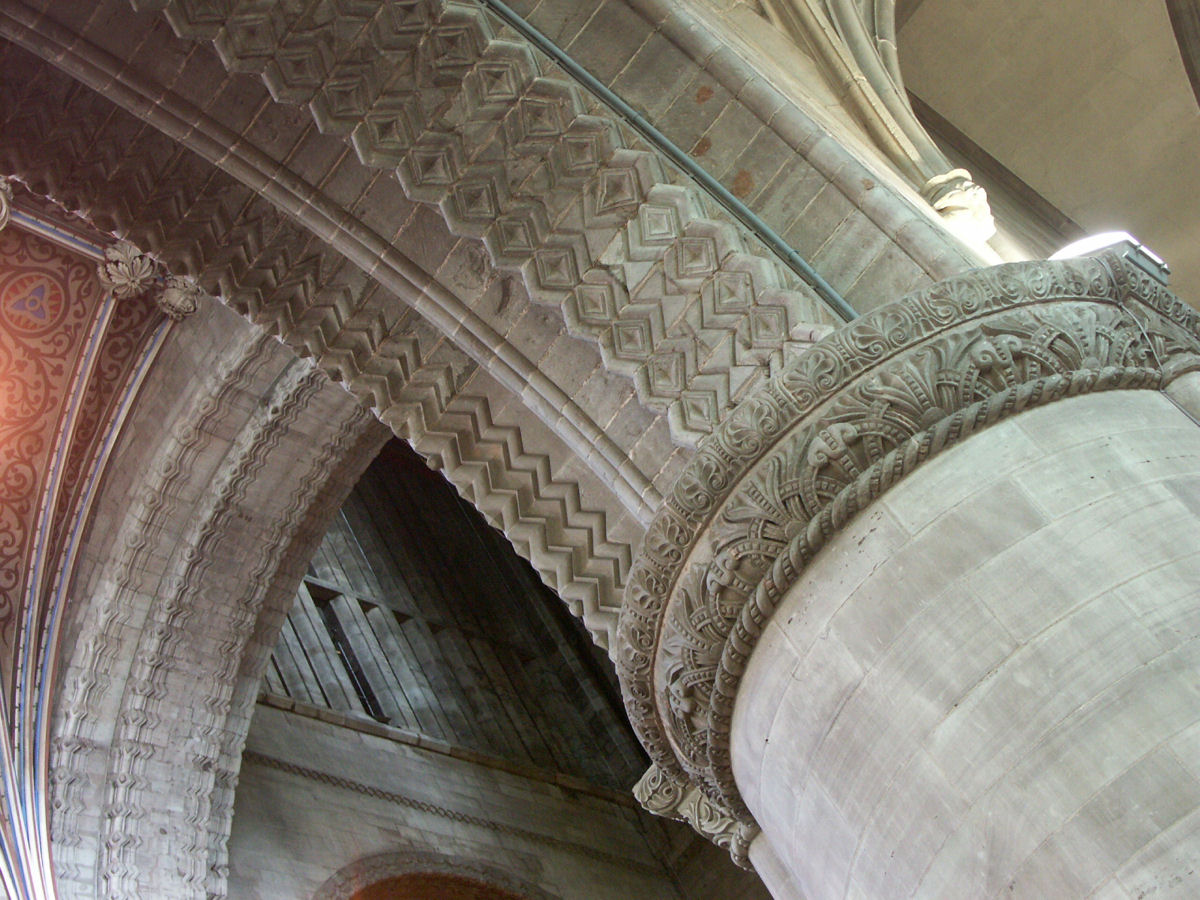
Decoración de pilares y arcos de la catedral de Hereford, Herefordshire.
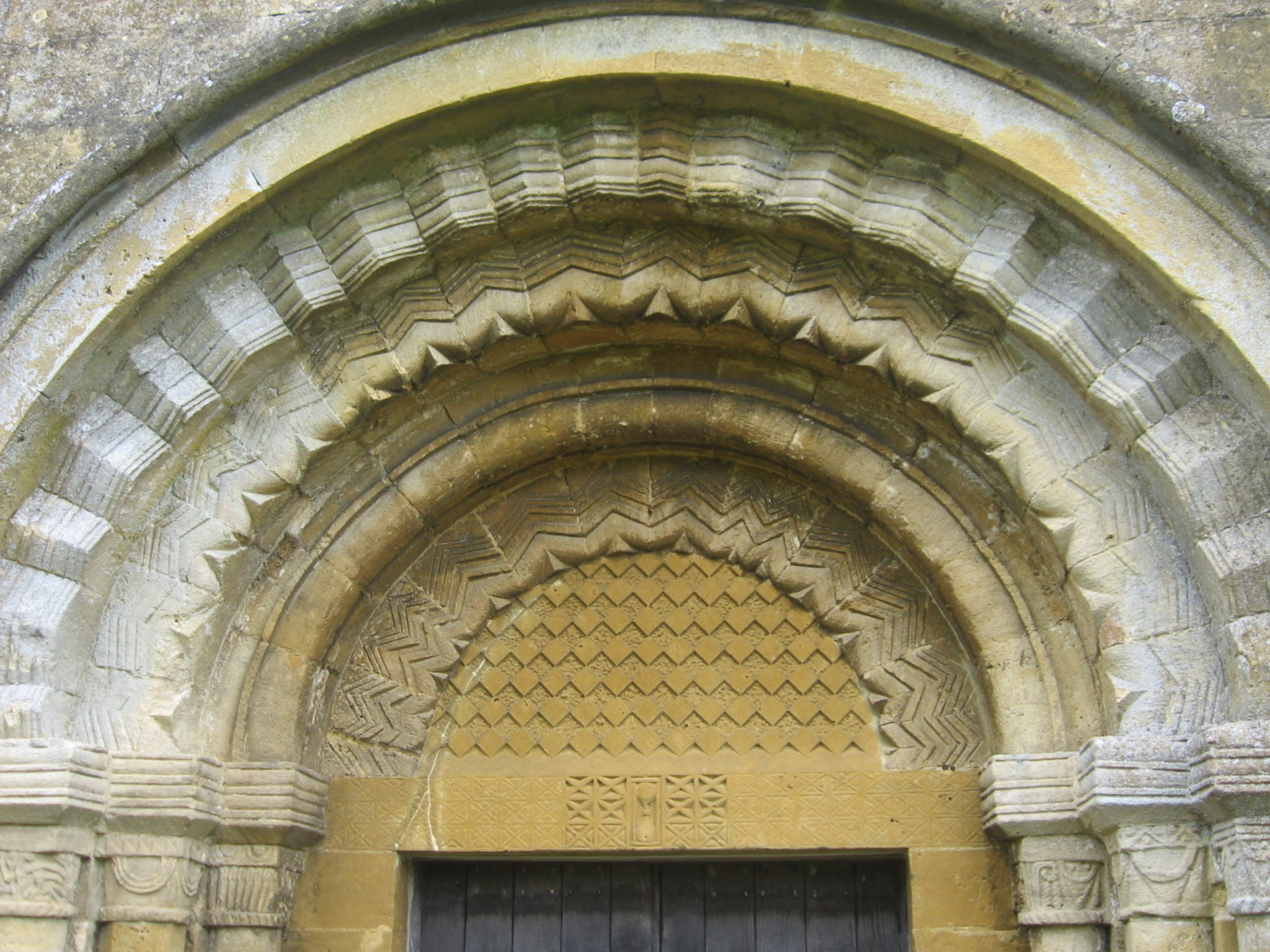
Portal de Guiting Power, Gloucestershire, imitando un opus reticulatum en relieve sobre el tímpano.
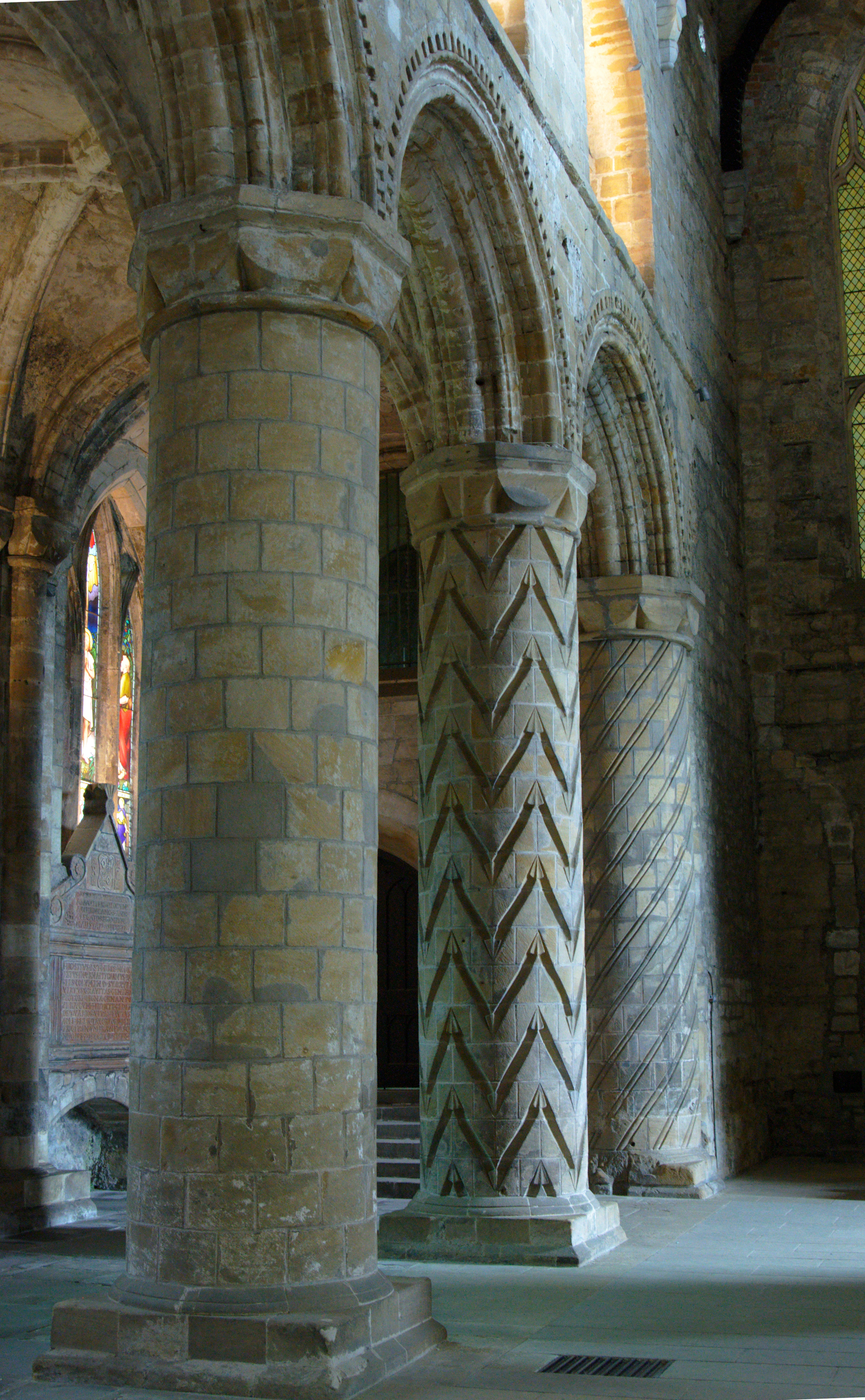
Pilares de decoración normanda de la abadía de Dunfermline. Escocia.

## La arquitectura normanda en Normandía

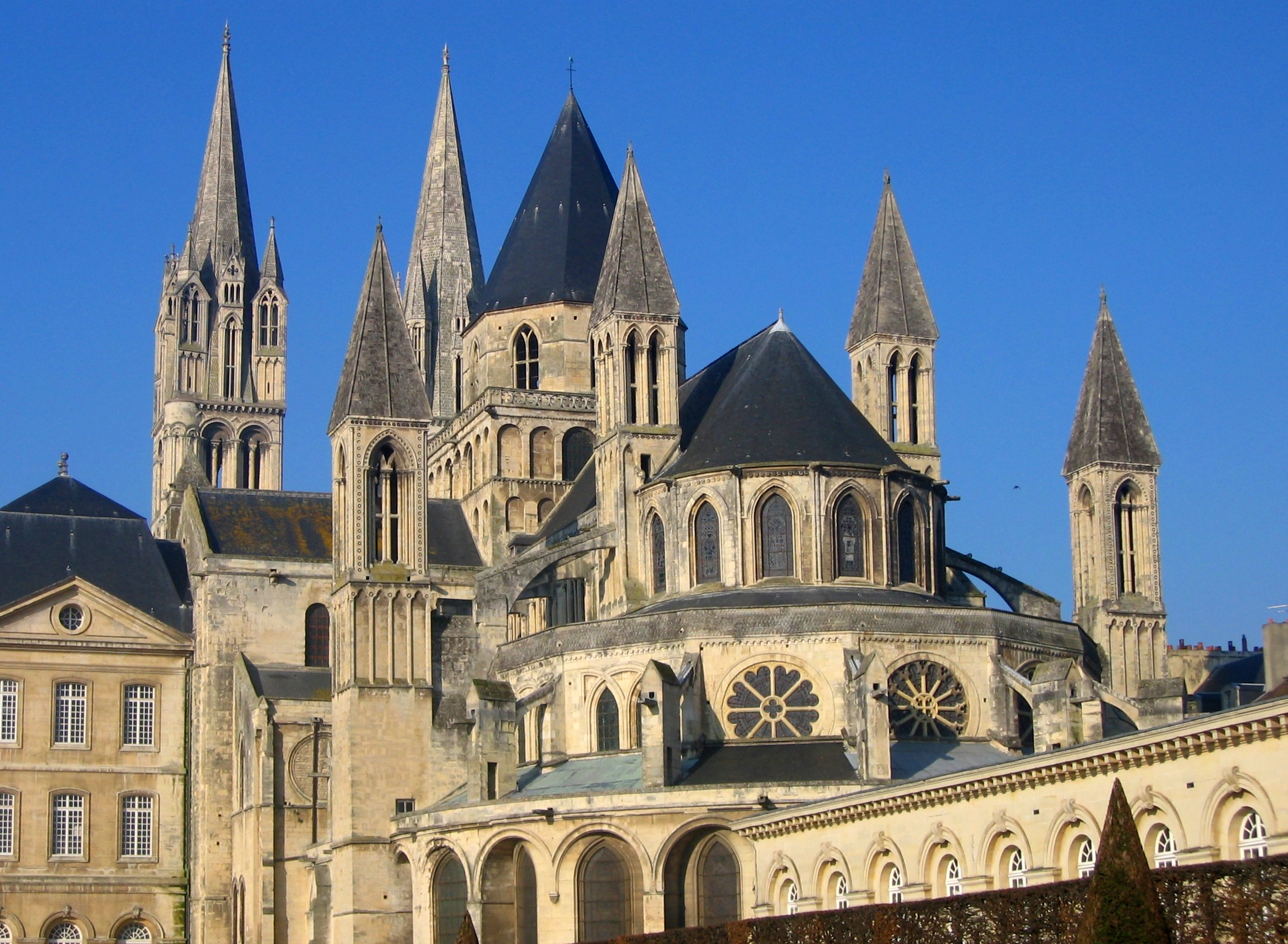
Vista de la cabecera de la iglesia abacíal de Saint-Etienne de Caen.

Cuando los invasores vikingos alcanzaron la desembocadura del río Sena en 911, los magnates francos construían castillos y luchaban a caballo. Durante el siguiente siglo, los Normandos adoptarán estas costumbres, así como el cristianismo y la lengua francesa. Los barones normandos construirán castillos de madera sobre montículos (motas) de tierra que darán lugar al desarrollo de los llamados castillos sobre mota feudal, y también grandes iglesias de piedra en el estilo románico propio de los francos. Desde el 950, construirán igualmente torres del homenaje de piedra (véase también Residencia señorial).
Los normandos refinarán la planta de las primeras basílicas longitudinales con naves laterales, un ábside y una fachada occidental dotada con dos torres en la Abadía de los hombres de Caen, iniciada el 1067 y que servirá como modelo para las catedrales inglesas de mayor envergadura que se iniciarán dos décadas más tarde.

## La arquitectura normanda en Inglaterra

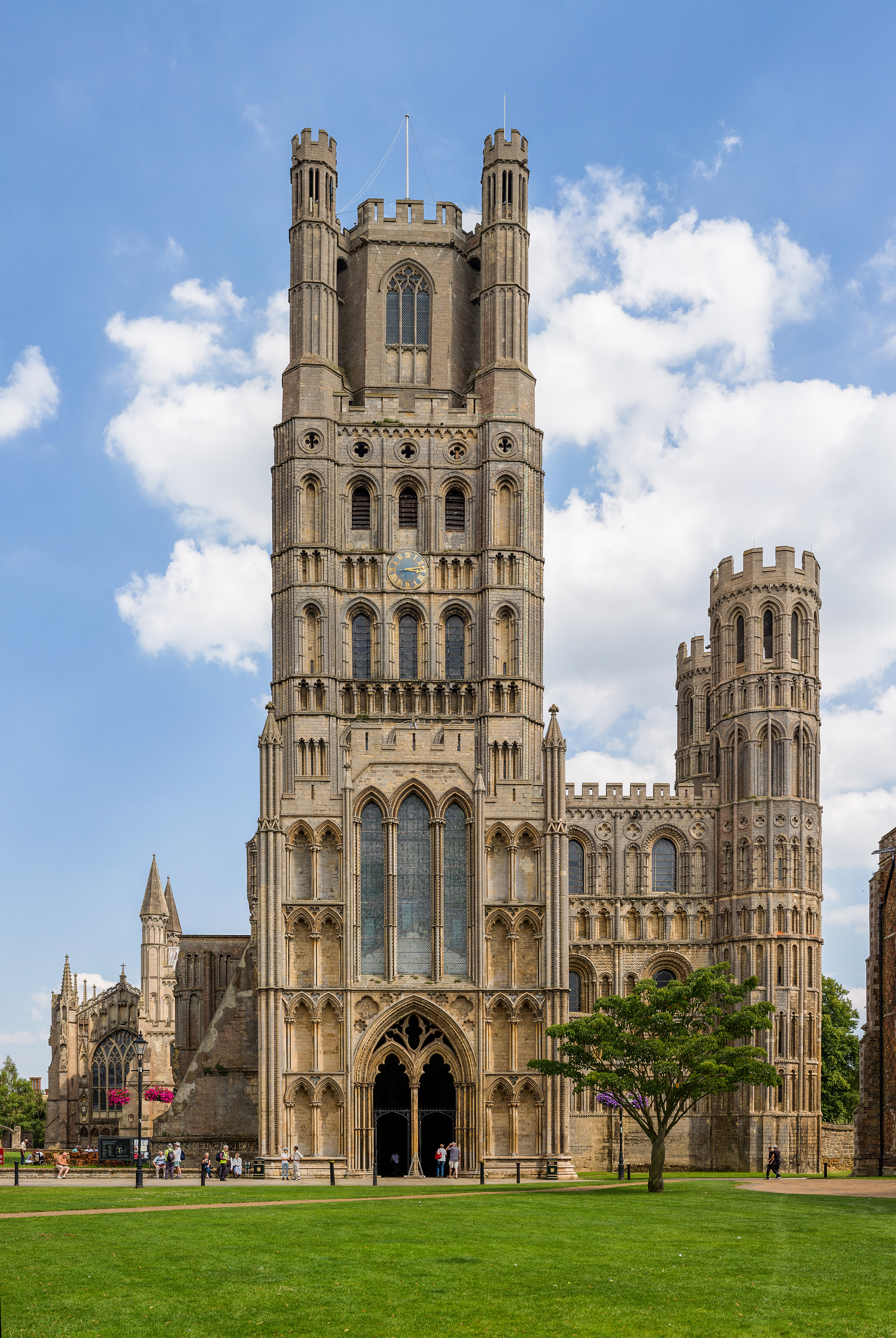
La catedral de Ely.

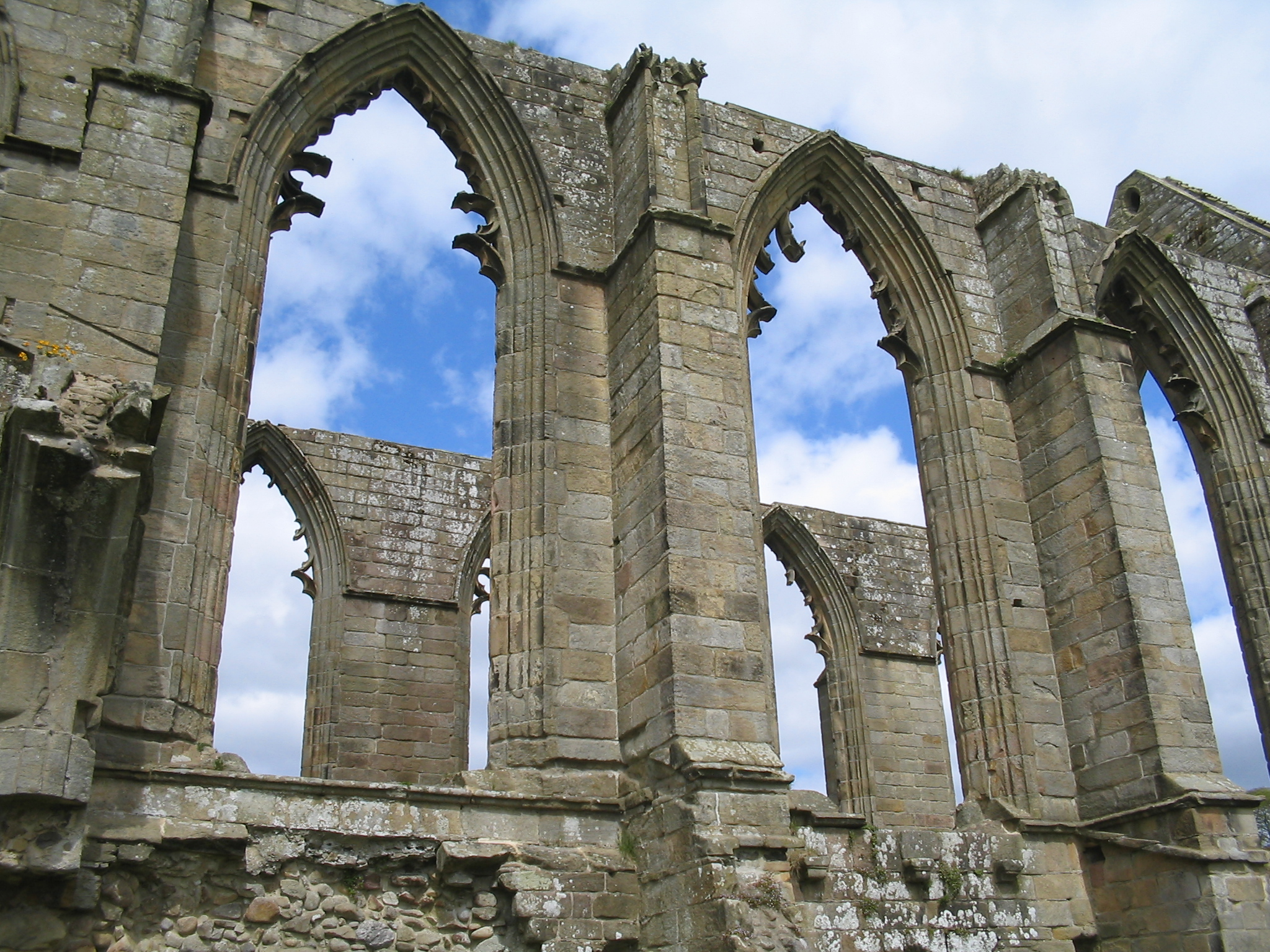
Arcos ojivales en las ruinas de la abadía de Bolton en el condado de North Yorkshire, Inglaterra.

Los nobles y los obispos normandos eran ya influyentes en Inglaterra antes de la conquista normanda de 1066. Las influencias normandas habían afectado a la arquitectura anglosajona tardía en la medida en que Eduardo el Confesor, que había sido educado en Normandía, había hecho venir albañiles desde el continente en 1042 para trabajar en la abadía de Westminster, primer edificio de estilo románico en Inglaterra. En 1051, ya había hecho venir a caballeros normandos que habían levantado castillos en motas defensivas contra los galeses. Tras la invasión, los normandos se dedicaron a una explosión constructiva, tanto en aspectos de arquitectura militar como religiosa.
Los edificios normandos presentan formas geométricas simples de proporciones masivas, su sillería incluye pequeñas franjas de escultura, a veces arcadas ciegas y espacios concentrados de capiteles y de puertas redondas en el tímpano bajo una bóveda. La «bóveda normanda» es una bóveda con cúpula. Las molduras normandas son esculpidas o incisas, teniendo ornamentos geométricos, como bóvedas con arco apuntado. Las iglesias con planta cruciforme tenían frecuentemente un coro profundo y un crucero cuadrado que devino característico de la arquitectura eclesiástica inglesa. Se construyeron centenares de iglesias parroquiales, y las grandes catedrales iniciaron sus obras a partir de 1083.
Tras la destrucción de la catedral de Canterbury en 1174 durante un incendio, los arquitectos normandos introdujeron la nueva arquitectura gótica. Hacia 1191, la catedral de Wells y la catedral de Lincoln impusieron el modelo gótico inglés, con lo que el estilo normando pasó a quedar cada vez más reservado a las construcciones provincianas de escasa envergadura.

### Arquitectura religiosa
- El castillo de Oxford (1074): la doble torre de la iglesia como lugar de refugio.
- La capilla de la torre de Londres (~ 1087),
- La catedral de Durham (iniciada en 1093), la primera en utilizar una bóveda de crucería con casetones.
- La catedral de Winchester (iniciada en 1079)

- La catedral de Ely (1083-1109)

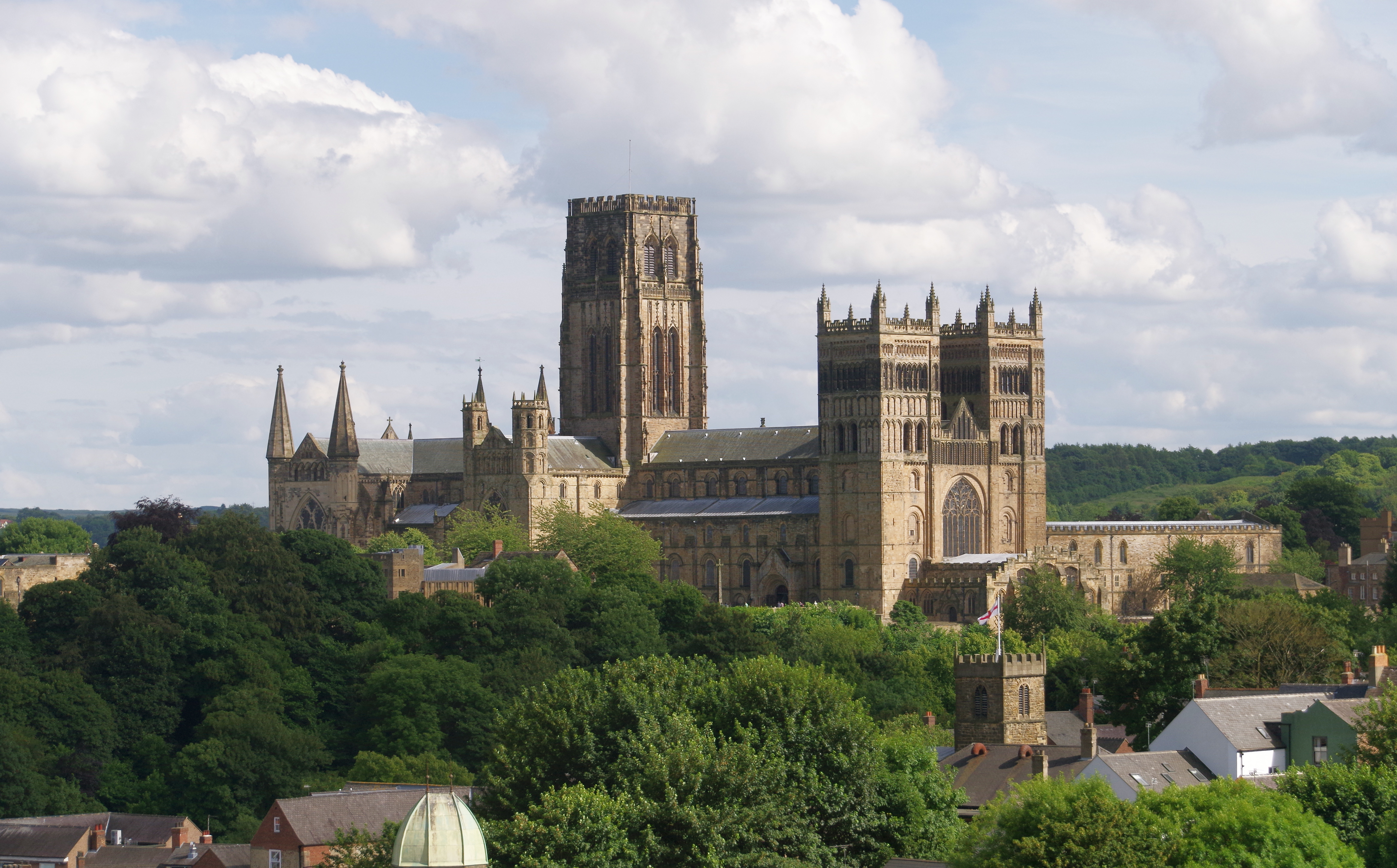
La catedral de Durham.

- La catedral de Peterborough (a partir de 1118)
- La iglesia de Kilpeck, Herefordshire
- La colegial de Minster

### Arquitectura civil
- Jew's House, Lincoln
- Boothby Pagnell Manor, Lincolnshire
- Residencia señorial

## Arquitectura normanda en Escocia

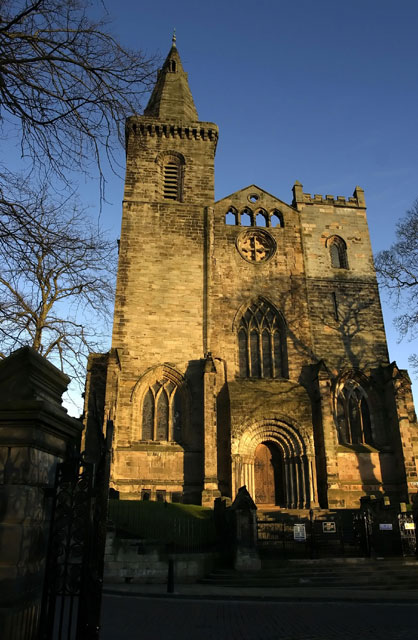
La abadía de Dunfermline.

Escocia, con la presencia de la nobleza normanda en la corte del rey Macbeth I de Escocia hacia 1050, recibió igualmente la influencia del románico normando. Su sucesor, Malcolm III de Escocia, expulsó a su predecesor con ayuda de ingleses y normandos, y su reina Santa Margarita de Escocia alentó el desarrollo de la Iglesia católica. Los Benedictinos fundaron un monasterio en Dunfermline. Su cuarto hijo, que fue David I de Escocia construyó la capilla de Santa Margarita de Escocia a principios del siglo XII.

### Arquitectura religiosa
- La abadía de Dunfermline (fundada hacia 1070 por Santa Margarita de Escocia)
- La catedral de Saint Andrews (hacia 1070)
- La capilla de Santa Margarita en el castillo de Edimburgo (principios del siglo XII
- Iglesia parroquial de Dalmeny (iniciada hacia 1130)
- La Catedral de San Magnus en Kirkwall, (Órcadas (hacia 1137)
- La abadía de Jedburgh, (fundada hacia 1138 por David I de Escocia)
- La iglesia de Saint Athernase en Leuchars (siglo XII)

## La arquitectura normanda en Irlanda
Los normandos se instalaron principalmente en el este de Irlanda, donde edificaron multitud de edificios normandos, como el castillo de Trim o el castillo de Dublín. 

## La arquitectura normanda en Italia

### La arquitectura normanda en el sur de Italia
La Conquista normanda de Italia Meridional supuso una mezcla de románico y estilo normando. Se expandieron y ampliaron castillos de origen lombardo, bizantino y se construyeron nuevos. Para ello se recurrió a artesanos locales, por lo que conservan elementos de origen no normando. Se construyeron catedrales latinas en las tierras arrebatadas a la Iglesia griega o al islam, sobre todo en estilo románico con influencias bizantinas e islámicas. La administración normanda, centralizada y compleja en comparación con otros países europeos de la época, requirió además edificios públicos y palacios, que abundaron en las grandes ciudades. En dichos palacios es donde más claramente se observa la influencia sículo-normanda. 
Los normandos empezaron rápidamente la construcción, expansión y renovación de castillos en el sur de Italia. Muchos se basaron en estructuras preexistentes de origen romano, aunque algunos eran de fundación bizantina o árabe. Hacia el final del periodo normando, muchas estructuras de madera habían sido convertidas en piedra. 

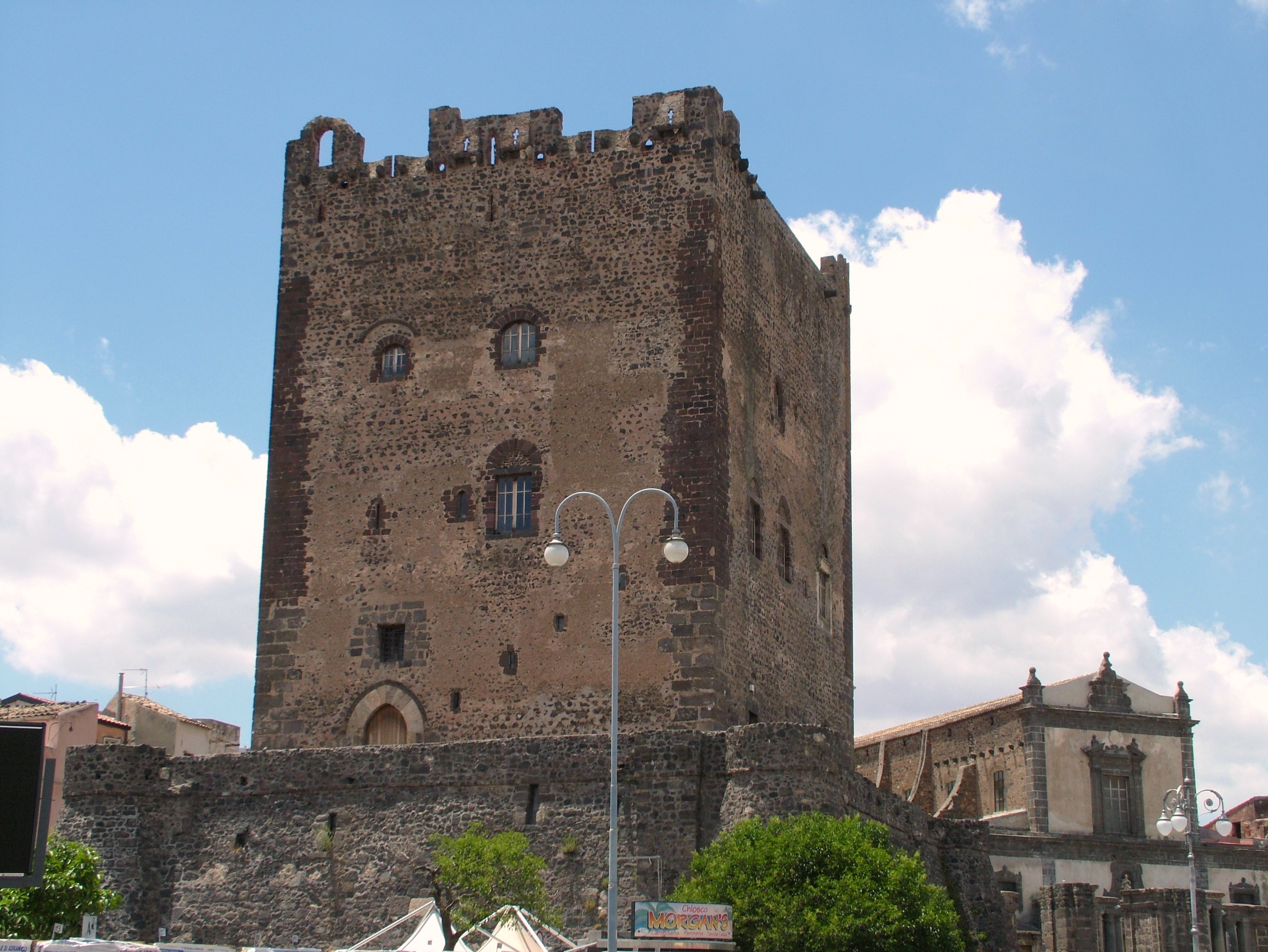
Primitivo castillo normando en Adrano.

Tras el castillo lombardo de Melfi, conquistado por los normandos pronto y aumentado con un donjon rectangular en el siglo XI, Calabria fue la primera provincia en ser modificada por el acuartelamiento normando. En 1046, Guillermo Brazo de Hierro empezó la construcción de "Stridula", un gran castillo cerca de Esquilache, y en 1055, Roberto Guiscardo había construido ya tres castillos: uno en Rossano, donde se emplazaba una fortaleza bizantina, otro en "Scribla", guarda del paso del valle del río Cratis y un último castillo en San Marco Argentano (ampliado con donjon en 1051), cerca de Cosenza. En 1058, Scalea se edificó sobre un acantilado costero. 
Guiscardo fue un gran constructor de castillos tras su ascenso al Condado de Apulia. Construyó el castillo de Gargano con torres pentagonales conocidas como "torres de gigantes". Más tarde, Enrique de Monte Sant'Angelo, construyó un castillo en Castelpagano, no muy lejos. En Molise, los normandos construyeron muchas fortalezas en los terrenos defendibles de forma natural, como Santa Croce y Ferrante. La región en torno a la línea de Terracina a Termoli tiene la mayor densidad de castillos normandos en Italia. Muchos de los sitios escogidos para las fortalezas fueron antiguos fuertes samnitas usados por los romanos y sus sucesores. Los normandos los llamaban castellum vetus (castillo viejo). Muchos castillos molisios tenían muros integrados en la piedra de montañas. El análisis de la mampostería utilizada muestra que los normandos introdujeron el opus gallicum, al menos en Molise.

## Enlaces externos

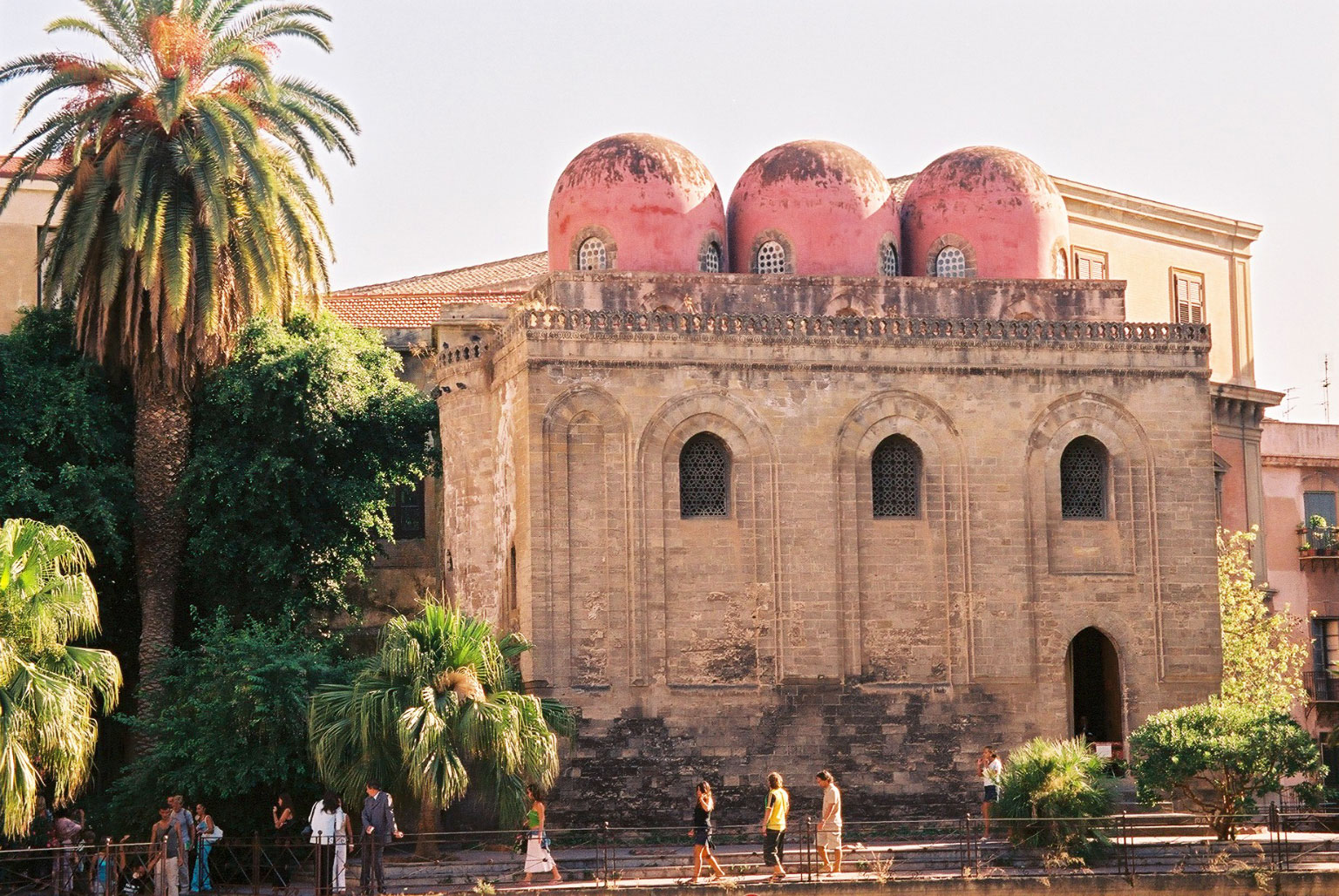
La iglesia de San Cataldo de Palermo.

### Arquitectura normanda de Sicilia
La arquitectura normanda de Sicilia, o arquitectura árabe-normanda de Sicilia o arquitectura normando-árabe-bizantina, designa el conjunto de los edificios y decoraciones arquitectónicas marcadas por la interacción conjunta de las culturas normanda, árabe y bizantina después de la conquista por los normandos de Sicilia, desde 1071 hasta 1198, el final del reinado de Constanza de Hauteville (aunque podría considerarse que alcanzó hasta el óbito de su hijo, el emperador Federico II Hohenstaufen, en 1250, una duración más o menos equiparable con su hegemonía en Inglaterra). Esta arquitectura se caracteriza por contribuciones tanto ornamentales como estructurales en el diseño de los edificios religiosos, públicos o palaciegos.
Comparable en numerosos aspectos a la arquitectura normanda que existía en esas mismas fechas en Inglaterra y en el norte de Francia, la arquitectura normanda siciliana incorporó algunas influencias de la arquitectura bizantina, cuyos motivos son particularmente evidentes en el interior de algunas iglesias, en la que los altares normandos tradicionales han sido decorados con mosaicos dorados, como en la catedral de Monreale. La Capilla Palatina del palacio de los Normandos (1130-1140), cuya cúpula (de origen bizantino) está decorado con mosaicos representando al Pantocrátor acompañado de los ángeles, constituye sin duda alguna el ejemplo más representativo de esta amalgama.
Las influencias del gótico primitivo durante el período posterior en Sicilia destacan especialmente en la catedral de Mesina, consagrada en 1197, aunque su campanario gótico sea posterior y no haya que confundirlo con el anterior, de estilo románico, construida durante el período normando que incluía ventanas y bóvedas en arista en lugar de los arbotantes y los pináculos que aparecerían luego en el arte gótico.